# Julius Petzholdt
Julius Petzholdt (Dresda, 25 novembre 1812 – Dresda, 17 gennaio 1891) è stato un bibliografo e bibliotecario tedesco.
Fu bibliotecario del re Giovanni di Sassonia negli anni 1839-1853, e suo  collaboratore negli studi danteschi. Dopo la morte del re Giovanni, continuò ad essere bibliotecario del successore Alberto, dal 1853 al 1857.
Pubblicò un'importante Bibliolheca bìbliographica (1866), esempio di Bibliografie di bibliografie, elenchi riportanti opere di bibliografia in lingua tedesca dove si possono trovare indicazioni sull'esistenza di un repertorio bibliografico su un determinato soggetto di interesse. Nel 1845 pubblicò l'Handbuch deutscher Bibliotheken, una guida alle biblioteche dei paesi di lingua tedesca (Germania, Austria e Svizzera): ristampato più volte, elenca un migliaio di biblioteche, pubbliche e private, di ciascuna delle quali riporta la storia, la partecipazione azionaria, l'organizzazione, il regolamento, informazioni sui cataloghi e sulle pubblicazioni, oltre a informazioni di tipo statistico. Petzholdt pubblicò inoltre un Katechismus  der Bìbliothekslehre (1856) che nel 1890 fu rielaborato da Arnim Graesel e fu tradotto in  italiano con il titolo di Manuale del bibliotecario, .

## Opere

### Opere di Bibliografia generale
- Julius Petzholdt, Adressbuch der Bibliotheken Deutschlands: mit Einschluss von Oesterreich-Ungarn und der Schweiz / neu herausgegeben von Julius Petzholdt. Dresden: G. Schonfelds Verlagsbuchhandlung, 1875
- Julius Petzholdt, Adressbuch der Bibliotheken Deutschlands mit Einschluss von Oesterreich-Ungarn und der Schweiz / neu hrsg. von Julius Petzholdt. Dresden: G. Schonfeld, 1874
- Julius Petzholdt, Bibliotheca Bibliographica: kritisches Verzeichniss der das Gesammtgebiet der Bibliographie betreffenden Litteratur des In- und Auslandes in systematischer Ordnung, bearbeitet von Julius Petzholdt. Leipzig: Wilhelm Engelmann, 1866
- Julius Petzholdt, Handbuch deutscher Bibliotheken. Halle: H. W. Schmidt, 1845
- Julius Petzholdt, Katechismus der Bibliothekenlehre: Anleitung zur Einrichtung und Verwaltung von Bibliotheken. Leipzig: J. J. Weber, 1856

### Opere di Bibliografia dantesca
- Bibliotheca Dantea Dresdensis, Catalogus Bibliothecae Danteae, edidit Julius Petzholdt. Dresdae: R. Kuntze, 1855 (C. Heinrich)
- Bibliotheca Dantea Dresdensis, Catalogus Bibliothecae Danteae Dresdensis, edidit Julius Petzholdt. Lipsiae: in aedibus B. G. Teubneri, 1882
- Julius Petzholdt, Bibliographia dantea ab anno 1865 inchoata: accedit Conspectus Tabularum Divinam Comoediam vel stilo vel calamo vel penicillo adhibitis illustrantium. Dresdae: sumitibus G. Schoenfeld, 1872
- Julius Petzholdt, Bibliographia Dantea ab anno 1865 inchoata: accedente Conspectu Tabularum Divinam Comoediam vel stilo vel calamo vel penicillo, edidit Julius Petzholdt. Nova editio supplemento aucta. Dresdae: G. Schoenfeld, 1880
- Julius Petzholdt, Supplementum bibliographiae Danteae ab anno 1865 inchoatae, edidit Julius Petzholdt. Dresdae: sumtibus, 1876
- Julius Petzholdt, Supplementum bibliographiae Danteae ab anno 1865 inchoatae, alterum, edidit Julius Petzholdt. Dresdae: sumtibus G. Schoenfeld, 1880
- Dante Alighieri, Dante Alighieri's Göttliche Comodie. Metrisch übertragen und mit kritischen und historischen Erläuterungen versehen von Philalethes. Leipzig: B. G. Teubner
- Dante Alighieri, 1: Die Hölle. Metrisch übertragen und mit kritischen und historischen Erläuterungen versehen von Philalethes; dritter unveranderter Abdruck der berichtigten Ausgabe von 1865-66 besorgt von J. Petzholdt. Leipzig: B. G. Teubner, 1877
- Dante Alighieri, 2: Das Fegfeuer. Metrisch übertragen und mit kritischen und historischen Erläuterungen versehen von Philalethes; dritter unveranderter Abdruck der berichtigten Ausgabe von 1865-66 besorgt von J. Petzholdt. Leipzig: B. G. Teubner, 1877
- Dante Alighieri, 3: Das Paradies. Metrisch übertragen und mit kritischen und historischen Erläuterungen versehen von Philalethes; dritter unveranderter Abdruck der berichtigten Ausgabe von 1865-66 besorgt von J. Petzholdt. Leipzig: B. G. Teubner, 1877
- Julius Petzholdt, Versuch einer Dante-Bibliographie von 1865 an. Dresden: E. Blochmann & Sohn, 1869